# (100204) 1994 GT3
(100204) 1994 GT3 es un asteroide perteneciente al cinturón de asteroides, descubierto el 6 de abril de 1994 por el equipo del Spacewatch desde el Observatorio Nacional de Kitt Peak, Arizona, Estados Unidos.